# Ваня Щерева
Ваня Стоянова Щерева е българска актриса, певица и писателка.

## Биография
Щерева е родена е на 31 август 1970 г. във Варна, където завършва Средното спортно училище „Георги Бенковски“ – лека атлетика, висок скок. След това една година е актриса в Шуменския театър.
През 1989 г. е приета във ВИТИЗ „Кръстьо Сарафов“ в специалност „Актьорско майсторство за куклен театър“ в класа на проф. Боньо Лунгов, но по-късно се прехвърля и през 1996 г. завършва актьорско майсторство за драматичен театър в класа на проф. Стефан Данаилов. В края на 2002 г. прави своя двоен дебют на театралната сцена – с пиесата „Кукувицата“ от Елин Рахнев. В нея играе централната роля, но е и автор на музиката към спектакъла, заедно с Георги Георгиев от група „Остава“.
Ваня Щерева е една от малкото певици, които създават сами песните си – музика и текст. Един от големите хитове на Атлас – „Играта свърши“, е по текст на Ваня. По нейни стихове са пели: Стенли, Ирина Флорин, Ирра, Антибиотика, Вили Кавалджиев и др.
Като певица Ваня Щерева става известна през 2000 г. с първата си песен „Портокалово момиче“. Следват хитовете „Само твоето име“, „Чай вместо лед“ и „Ще те купя“. Тези песни престояват над 7 седмици в класацията ТОП 20 на телевизия ММ, както и в топ 50 на частни радиостанции.
През 2006 г., след напускането на тогавашния им вокал Момчил Караиванов, момчетата от „Мъртви поети“ канят Ваня да стане тяхна вокалистка. Така тя става вокал на нова група – „Мачпойнт“. Първият видеоклип на групата, „Тук е“, се излъчва циклично в музикалните медии през юли 2007 г. и в продължение на седмица заема върха на класацията Mad Tv Top 10. Режисьор на видеоклипа е Руши Видинлиев.
През 2005 г. излиза първият ѝ роман, озаглавен „Образцов дом“, където Щерева пише за себе си:
| „ | В общи линии аз съм една певица, която поизвади един-два полухита и един закъснял албум. Снима се гола за корицата на „Playboy“ и спря дотам. За която обаче все още пишат по вестниците. Присъствам редовно по жълтите колонки в пресата. Дори нищо съществено да не правя, те решават, че е интересно. Истината обаче е, че аз съм една средностатистическа „звезда“, която се изрисува с татуировки, продупчи се къде ли не, обръсна си главата и се разведе. | “ |

През 2011 г. излиза романът „Мила Мерилин“, написан в съавторство с Людмила Сланева.
През 2012 г. е в журито на 16-ия София Филм Фест.
Ваня Щерева е сред сценаристите на реалити шоуто Биг Брадър, както и на сериала „Под прикритие“ – сезон 3. От 2014 г. има бизнес за ръчно изработени бижута. През 2015 г. заедно със Захари Карабашлиев и Владимир Зарев е жури в предаването на БНТ „Ръкописът“. През 2017 г. участва в „Вип Брадър“.
През 2020 г. излиза „Още във вторник“, първата ѝ книга от 9 години. Същата година озвучава ролята на Иман в аудио драматизацията на книгата Не казвай на мама на тв сценариста Николай Йорданов и е част от журито на платформата за аудио книги Storytel за оригинално аудиосъдържание.
През 2021 г. участва в третия сезон на „Маскираният певец“ като гост-участник в ролята на Баба Яга.

## Скандалът „Бургас и морето“
През 2008 г. Щерева е част от журито на конкурса „Бургас и морето“. Много песни на известни певци и музиканти като Нона Йотова, Панайот Панайотов и Маргарита Хранова с песен на Тончо Русев не са допуснати далеч преди финала, а са дисквалифицирани още в предварителния кръг. Ваня Щерева оценява само с една точка от възможни десет песента на Тончо Русев, като е обвинявана, че по този начин я е дисквалифицирала. Конктретно Нона Йотова обвинява организаторите на конкурса в корупция и непочтеност, а конкурса нарича „шибан“.
В отговор Ваня Щерева заявява: „Беше ми много смешно, когато чух, че аз съм скъсала Тончо Русев. Някои музиканти си мислят, че са абонирани за фестивалите. Няма вечни неща – и на най-добрия творец се случва да напише и недобри произведения“.

## Дискография
- „In Vitro“ (2003)
- „Matchpoint – Live“ (2007)

## Награди
- Ваня Щерева е един от номинираните при шестото издание на Националния литературен конкурс за нов български роман „Развитие“ през 2004 г. с ръкописа на бъдещия си роман „Образцов дом“.

## Личен живот
Имала е връзка с баскетболиста Роберт Гергов, от когото има дъщеря – Мила Роберт (р. 1996 г.), която също е актриса и певица.